# Paul Durrieu
Il conte Paul Durrieu (Strasburgo, 2 ottobre 1855 – Rivière-Saas-et-Gourby, 24 novembre 1925) è stato uno storico dell'arte, medievista e curatore d'arte francese.

## Biografia

### Famiglia
Era figlio di Henri Durrieu (1822-1890), fondatore e primo presidente del Crédit Industriel et Commercial, commendatore della Legion d'onore, curatore generale del dipartimento del Basso Reno, e di Gabrielle Lacave-Laplagne (1829-1891); ebbe un fratello maggiore, Tony (1847-1861). Il suo prozio Antoine Simon Durrieu si distinse durante le guerre della rivoluzione e dell'impero. Sposò Françoise Duchaussoy (1869-1949), dalla quale ebbe 4 figli: Jean, Henry, Gabrielle e François.
Dopo aver studiato al Liceo Bonaparte e poi all'École nationale des chartes (dove si diplomò primo della sua classe nel 1878), fu nominato membro dell'École française di Roma nel 1879 e poi, nel 1881, assistente al dipartimento di pittura del Museo del Louvre, incaricato delle miniature e dei primitivi francesi, prima di essere promosso curatore aggiunto di questa stessa sezione.
La frequentazione dell'École française di Roma e le sue origini guascone lo portarono dapprima a studiare la storia dei rapporti politici e militari tra Francia e Italia organizzando l'archivio angioino di Napoli. Si dedicò poi, attraverso il suo incarico al Museo del Louvre, alla storia della pittura e della miniatura dei manoscritti del Medioevo.
Fu eletto all'Académie des inscriptions et belles-lettres nel 1907.

## Pubblicazioni principali
- Les Gascons en Italie, Auch, G. Foix, 1885.
- Les archives angevines de Naples: Étude sur les registres du roi Charles Ier (1265-1285), Parigi, E. Thorin, 1886.
- Un Grand Enlumineur Parisien Au XVe Siècle: Jacques de Besançon et son Œuvre, Parigi, H. Champion, 1892.
- L'Histoire du bon Roi Alexandre: Manuscrit à miniatures de la collection Dutuit.
- Les Très Riches Heures de Jean de France, duc de Berry, Parigi, Plon, 1904.
- La peinture en France au début du XVe siècle: Le maître des heures du Maréchal de Boucicaut, Parigi, Librairie de l'Art Ancien et Moderne, 1906.
- Arnaud de Solages (a cura di), Bernard VII, comte d'Armagnac, connétable de France, Villemomble, 2003.

## Onorificenze
- Cavaliere della Legion d'onore (1903)
- Ufficiale della Legion d'onore (1921)